# Цзэн Гофань
Цзэн Гофань (кит. упр. 曾国藩, пиньинь Zēng Guófán; 26 ноября 1811 — 12 марта 1872) — китайский политический и военный деятель, писатель.

## Биография
Родился в небогатой дворянской семье, сын помещика. В 1838 году выдержал государственный экзамен в столице, после чего получил степень шэньши. После этого преподавал в академии Ханьлинь, где прославился как специалист в вопросах ритуала и этикета.
Вскоре назначается в провинцию Сычуань, где занимает должность руководителя при проведениях провинциальных экзаменов на право занятия государственных должностей. На этом посту Цзэн Гофань показал себя верным последователем конфуцианского учения.
В 1849 году переезжает в столицу государства, где занимает руководящий пост в министерстве церемоний, а затем служит инспектором в военном министерстве Китая. В конце 1852 года по поручению правительства создаёт Хунаньскую армию (т. н. «Сянская армия»), во главе которой наносит тайпинам ряд тяжёлых поражений, а также громит красноголовых. За заслуги в борьбе с Тайпинским восстанием получает назначение губернатором приморской провинции Чжэцзян. С 1860 года — наместник провинции Цзянси. В 1865 году Цзэн Гофань — императорский уполномоченный по подавлению восстания няньцзюней. В декабре 1866 года вновь назначен губернатором Цзянси, а в 1868—1871 годах — наместник столичной провинции Чжили с титулом хоу. Это был редчайший при империи Цин случай занятия высокой должности и получения подобного титула этническим китайцем.
Цзэн Гофань был сторонником модернизации Китая, выступал за строительство в стране военных заводов европейского типа, призывал к тесному сотрудничеству китайцев с маньчжурами, видя в этом залог создания сильного Китая.

## Политические взгляды
Цзэн Гофань писал об отношении к «варварам»: «наилучший способ управления варварами — привязывание».
После победы над тайпинами в 1864 году влияние Цзэна на внутреннюю политику резко возросло. Временная стабилизация положения в империи, наступившая после подавления тайпинов, породила у правящего слоя империи определенные надежды на «возрождение Срединной династии». 
Взгляды Цзэн Гофаня сформировались довольно рано, ещё в его родной провинции Хунань. Идеологически он находился под воздействием сторонника «сунского учения» Тан Цзяня. Цзэн не отвергал филологических штудий классических текстов, но считал, что их следует сочетать с непрерывным самосовершенствованием. 
Цзэн Гофань являлся также сторонником «тунчэнской школы» и последователем Яо Ная (1732—1815), который своей популярностью был обязан главным образом составленной им антологии древней прозы. Немало сделал для популяризации тунчэнской школы и Цзэн. Культ древнего письменного слова с неожиданной силой распространился среди образованного китайского общества в середине столетия. Древнее письменное слово, способное привлечь к себе внимание и гармонизировать внутренний мир человека, было призвано продемонстрировать силу китайской культуры. 
Занимаясь главным образом военными и административными делами, Цзэн Гофань всегда, даже в промежутке между боями, находил время для литературных занятий, считая это совершенно необходимым для своего внутреннего мира. Цзэн Гофань писал: «Занимаясь словесностью, как бы прочищаешь весь механизм своего сердца. Если сердце постоянно занято, то оно живёт, если не занято, то оно задыхается. Оно подобно источнику в земле: если не пробуравишь скважину, то не получишь желанной влаги…» Подобно своему учителю Цзэн Гофань занимался составлением антологий.

## Семья
Сын и наследник Цзэн Гофаня, Цзэн Цзицзэ, стал наиболее известным китайским дипломатом-международником своего времени. Значительную роль в это сыграло образование, данное ему отцом: Цзэн Цзицзэ знал английский язык с детства и имел хорошее представление о технических достижениях Запада. Клан Цзэн, ориентирующийся на эти две фигуры, продолжает проявлять себя в последующие поколения.